# Montfort (Wisconsin)
Montfort ist eine Gemeinde (mit dem Status „Village“) im Grant County und zu einem kleinen Teil im Iowa County im US-amerikanischen Bundesstaat Wisconsin. Im Jahr 2010 hatte Montfort 718 Einwohner.
Montfort ist Bestandteil der Metropolregion Madison.

## Geografie
Montfort liegt im Südwesten Wisconsins. Der am Mississippi gelegene Schnittpunkt der drei Bundesstaaten Minnesota, Iowa und Wisconsin befindet sich 118 km nordwestlich. Nach Illinois sind es 57 km in südlicher Richtung.
Die geografischen Koordinaten von Montfort sind 42°58′18″ nördlicher Breite und 90°25′59″ westlicher Länge. Das Gemeindegebiet erstreckt sich über eine Fläche von 1,4 km². 
Nachbarorte von Montfort sind Highland (11,6 km nordöstlich), Cobb (9,1 km östlich), Linden (18,4 km ostsüdöstlich), Livingston (8,6 km südlich), Stitzer (20,5 km westsüdwestlich) und Fennimore (19,4 km westlich).
Die nächstgelegenen größeren Städte sind La Crosse (143 km nordnordwestlich), Green Bay (317 km nordöstlich), Wisconsins Hauptstadt Madison (93 km östlich), Rockford in Illinois (165 km südöstlich), die Quad Cities in Iowa und Illinois (179 km südsüdwestlich) und Cedar Rapids in Iowa (181 km südwestlich).

## Verkehr
Der U.S. Highway 18 führt als Hauptstraße in West-Ost-Richtung durch Montfort. Der Wisconsin State Highway 80 zweigt in südlicher Richtung vom US 18 ab, während der County Highway I den Ort in nördlicher Richtung verlässt. Alle weiteren Straßen sind untergeordnete Landstraßen, teils unbefestigte Fahrwege sowie innerörtliche Verbindungsstraßen.
Die nächsten Flughäfen sind der La Crosse Regional Airport (153 km nordnordwestlich), der Dubuque Regional Airport in Dubuque, Iowa (78,1 km südsüdwestlich) und der Dane County Regional Airport in Wisconsins Hauptstadt Madison (105 km ostnordöstlich).

## Bevölkerung
Nach der Volkszählung im Jahr 2010 lebten in Montfort 718 Menschen in 279 Haushalten. Die Bevölkerungsdichte betrug 512,9 Einwohner pro Quadratkilometer. In den 279 Haushalten lebten statistisch je 2,56 Personen. 
Ethnisch betrachtet setzte sich die Bevölkerung zusammen aus 98,6 Prozent Weißen sowie 0,8 Prozent Afroamerikanern; 0,6 Prozent stammten von zwei oder mehr Ethnien ab. Unabhängig von der ethnischen Zugehörigkeit waren 1,3 Prozent der Bevölkerung spanischer oder lateinamerikanischer Abstammung. 
24,8 Prozent der Bevölkerung waren unter 18 Jahre alt, 63,4 Prozent waren zwischen 18 und 64 und 11,8 Prozent waren 65 Jahre oder älter. 49,4 Prozent der Bevölkerung war weiblich.
Das mittlere jährliche Einkommen eines Haushalts lag bei 62.250 USD. Das Pro-Kopf-Einkommen betrug 25.593 USD. 3,6 Prozent der Einwohner lebten unterhalb der Armutsgrenze.